# Berkeleybranden 1923

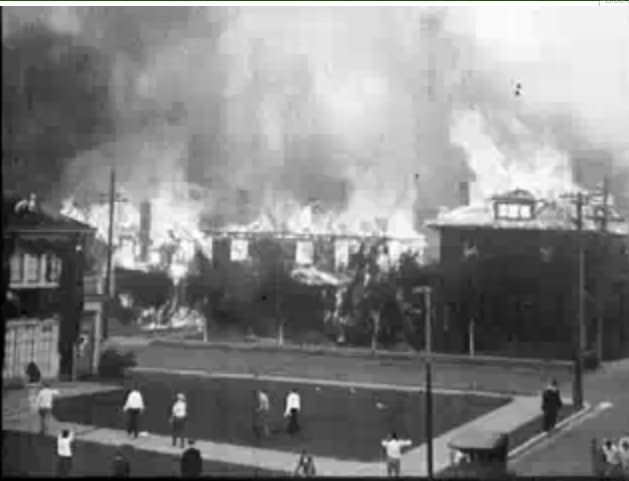
Filmruta från en nyhetsfilm om branden.

Berkeleybranden 1923 var en brand som förstörde omkring 584 hem i kvarteren vid University of California i Berkeley i USA den 17 september 1923. Den exakta orsaken klargjordes aldrig, men branden började i Wildcat Canyon.
Brandsoldater rusade in från närliggande Oakland medan San Francisco skickade brandsoldater med färja över bukten. Branden avstannade då de nordostliga vindarna plötsligt stoppades av en kall, fuktig eftermiddags-sjöbris. 